# Gryllopsis rajasthanensis
Gryllopsis rajasthanensis är en insektsart som beskrevs av Bhowmik 1967. Gryllopsis rajasthanensis ingår i släktet Gryllopsis och familjen syrsor. Inga underarter finns listade i Catalogue of Life.